# 李锡尼
盖乌斯·瓦列里乌斯·李锡尼安努斯·李锡尼（拉丁語：Gaius Valerius Licinianus Licinius，263年—325年）是罗马帝国將軍，先後出任西部、東部皇帝。李锡尼出身在默西亞一个农民家庭，起初他跟随羅馬东部的凱撒（副皇帝）伽列里乌斯，並在对抗波斯的战争中受到赏识，伽列里乌斯駕崩後，李锡尼繼位。313年李锡尼與君士坦丁大帝締結姻親，娶了君士坦丁的妹妹君士坦提娅，並與君士坦丁共同發佈米蘭敕令，認可了羅馬人信仰基督教的自由。同年稍後李锡尼擊敗了伽列里乌斯的外甥馬克西米努斯·戴亞而成為羅馬東部的唯一統治者，從此與君士坦丁一世分治羅馬東、西部11年。但天無二日，兩人終歸一戰，324年君士坦丁一世在哈德良堡大敗李錫尼，李錫尼投降，翌年君士坦丁將李锡尼以煽惑軍心、陰謀叛亂的理由絞死，羅馬帝國統治權回歸君士坦丁一人，罗马帝国对基督教的迫害也随着李锡尼的死亡而终结。

## 简历
263年或265年，李锡尼出生于默西亚行省，家庭是达基亚人农民，伽列里乌斯是他的兒時玩伴。
293年，罗马皇帝戴克里先设立四帝共治制度，自己和马克西米安分别为东部和西部的「奧古斯都」即皇帝，同时又设立「凯撒」一职作为副皇帝。伽列里乌斯被提拔为戴克里先的凯撒，而君士坦提乌斯一世则被立为马克西米安的「凯撒」。
298年，李锡尼成为時任东部凯撒的伽列里乌斯的部将，参加了对波斯的战争，深受他的赏识。305年戴克里先退休後，伽列里乌斯升任羅馬東部的奧古斯都。
306年，接替馬克西米安的羅馬西部奧古斯都君士坦提乌斯一世去世，四帝共治局面开始崩溃。 伽列里乌斯先前任命的西部凱撒塞维鲁二世依例升任为西部奥古斯都，与已自立为西部凱撒的君士坦提乌斯之子君士坦丁一世展开对峙。不料已退位的前西部奧古斯都马克西米安的儿子马克森提乌斯发动叛乱，在307年杀死了塞维鲁。伽列里乌斯亲往意大利讨伐马克森提乌斯，無功而還，无奈之下他在308年擢升李锡尼为羅馬西部的奥古斯都，但李錫尼實際上只能統治羅馬東部的歐洲部分（伊利里库姆、色雷斯、潘诺尼亚），伽列里乌斯305年任命為東部凱撒的馬克西米努斯（伽列里乌斯之外甥）則管理叙利亚与埃及等地。虽然李锡尼接过了塞维鲁的虚位，但他并没有进攻马克森提乌斯这位西部的僭主，相反地他发动了对萨尔马提亚人的战争，并取得了几次胜利。
311年伽列里乌斯辭世，李锡尼接管了他的領地。这时李锡尼不仅是羅馬西部名义上的奥古斯都，同时也掌握着大片羅馬东部的土地。他与馬克西米努斯达成协议，以赫勒斯滂与博斯普鲁斯海峡为界，前者占有帝国东部的欧洲部分，后者则占有亚洲部分。312年，君士坦丁在米尔维安桥战役中击败并杀死了马克森提乌斯。次年3月，李锡尼与君士坦丁在梅迪奥拉努姆（今之米兰）会晤，李锡尼迎娶君士坦丁的同父异母妹妹君士坦提娅，双方结成新的同盟，同时还联合颁布了米兰敕令，宣布停止对基督徒的迫害，基督教（天主教）的地位从此合法化。
同樣在313年，稍後馬克西米努斯与李锡尼决裂。他集中了7万军队，越过海峡，李锡尼则率领一支3万人的军队，前往迎战。两军随后在特兹拉卢姆展开会战，馬克西米努斯溃败，一路逃到西里西亚，他企图在此建立一条新防线，未能成功，只好继续逃亡至塔尔苏斯并死在了那里。作为胜利者，李锡尼成为东部唯一的奥古斯都，建都尼科米底亚，君士坦丁则是西部的奥古斯都。
314年君士坦丁怀疑自己的元老院议员巴西阿努斯（Bassianus）暗通李锡尼，因此發動戰爭，以李锡尼在西巴莱战役失败而告终，李锡尼退守至西米乌姆重组军队并擢升瓦伦斯为共治皇帝。316年，李锡尼在马迪亚战役再次战败，最后李锡尼向君士坦丁求情，說君士坦丁是自己的妻舅、並以處決瓦伦斯和割地为代价，兩人和解，李锡尼也保住了自己的皇位。
和平只持续了5年，双方仍不断地找借口攻击对方，李锡尼在平定萨尔马提亚人叛乱后，发布了禁止各城的基督教主教相互通信、禁止教徒集会、把传教的范围限定在城市以外、並对不信传统羅馬眾神的官员予以撤职的措施，他这么做可能是想君士坦丁向他发动攻击从而收复失地。据罗马史家尤西比乌斯的记载，他为了刺激君士坦丁而杀死了许多基督教主教，并将他们的尸体切成块，投喂海中的鱼。321年，君士坦丁鼓動了曾在自己国土上肆虐但已被平定的蛮族出兵，越过多瑙河劫掠李锡尼的领地，这激怒了李锡尼，李锡尼平定蛮族后，就宣布君士坦丁破坏了和约而重启战端。
324年，君士坦丁在哈德良堡大败李锡尼的17万大军，并将他围困在拜占庭。随后君士坦丁的儿子克里斯普斯（Crispus）在赫勒斯滂海峡击潰李锡尼海军舰队，李锡尼留下新提拔的马提尼安努斯继续坚守，自己退到克里索波利斯和君士坦丁决战，但又失败。李锡尼狼狈逃回尼科米底亚，最終向君士坦丁投降。在君士坦提娅的求情下，君士坦丁饶了李锡尼一命，但将他软禁。
325年，君士坦丁以李锡尼煽动军中蛮族叛乱的名義，絞殺了李锡尼，也殺了李锡尼与君士坦提娅的儿子李锡尼二世（Licinius II）。